# Rioja Media
La Rioja Media est la région centrale de la Communauté autonome de La Rioja (Espagne).
Elle comprend les communes situées sur les rives des rivières Iregua, Leza et Jubera, c'est-à-dire, les comarques de Logroño et de Cameros. Ces territoires sont limités au nord par la rive droite de l'Ebre, à l'est par la Sierra de Hez où commence la Rioja Baja, au sud avec la Sierra del Hayedo de Santiago et la Sierra de Cebollera où commence la Province de Soria et par l'Ouest avec la Sierra de Moncalvillo et Sierra de Camero Nuevo où commence la Rioja Alta.

## Municipalités

### Logroño
1. Agoncillo (Recajo, San Martín de Berberana)
2. Albelda de Iregua
3. Alberite
4. Alcanadre
5. Arrúbal
6. Ausejo
7. Cenicero
8. Clavijo (La Unión de los Tres Ejércitos)
9. Corera
10. Daroca de Rioja
11. El Redal
12. Entrena
13. Fuenmayor (Barrio de la Estación)
14. Galilea
15. Hornos de Moncalvillo
16. Lagunilla del Jubera (Ventas Blancas, Villanueva de San Prudencio, Zenzano)
17. Lardero
18. Logroño (El cortijo, La Estrella, Varea, Yagüe)
19. Medrano
20. Murillo de Río Leza
21. Nalda (Islallana)
22. Navarrete
23. Ocón (Aldealobos, Las Ruedas de Ocón, Los Molinos de Ocón, Oteruelo, Pipaona, Santa Lucía)
24. Ribafrecha
25. Robres del Castillo (Behesillas, Buzarra, Oliván, Valtrujal, San Vicente de Robres)
26. Santa Engracia del Jubera (Bucesta, El Collado, Jubera, Reinares, San Bartolomé, San Martín, Santa Cecilia, Santa Marina)
27. Sojuela
28. Sorzano
29. Sotés
30. Torremontalbo (Somalo)
31. Ventosa
32. Villamediana de Iregua (Puente Madre)

### Cameros
1. Ajamil (Larriba, Torremuña)
2. Almarza de Cameros (Ribavellosa)
3. Cabezón de Cameros
4. El Rasillo de Cameros
5. Gallinero de Cameros
6. Hornillos de Cameros
7. Jalón de Cameros
8. Laguna de Cameros
9. Leza de Río Leza
10. Lumbreras (El Horcajo, San Andrés, Venta de Piqueras)
11. Muro en Cameros
12. Nestares
13. Nieva de Cameros (Montemediano)
14. Ortigosa de Cameros (Peñaloscintos)
15. Pinillos
16. Pradillo
17. Rabanera
18. San Román de Cameros (Avellaneda, Montalvo en Cameros, Santa María en Cameros, Vadillos, Valdeosera, Velilla)
19. Soto en Cameros (Luezas, Treguajantes, Trevijano)
20. Terroba
21. Torre en Cameros
22. Torrecilla en Cameros
23. Viguera (Castañares de las Cuevas, El Puente, Panzares)
24. Villanueva de Cameros (Aldeanueva De Cameros)
25. Villoslada de Cameros

### Sources
- (es) Cet article est partiellement ou en totalité issu de l’article de Wikipédia en espagnol intitulé « Rioja Media » (voir la liste des auteurs).